# اتفاقية لاهاي للتبني
اتفاقية لاهاي للتبني ويطلق عليها اتفاقية لاهاي بشأن حماية الأطفال والتعاون فيما يتعلق بالتبني بين البلدان، وهي اتفاقية دولية تتعامل مع التبني الدولي وتبييض الأطفال والاتجار بالأطفال في محاولة لحماية المتورطين من الفساد والانتهاكات والاستغلال الذي يصاحب التبني الدولي في بعض الأحيان. اعتبرت الاتفاقية بالغة الأهمية لأنها توفر اعترافاً دولياً رسمياً وحكومياً بالتبني بين البلدان لضمان الاعتراف عموماً بالتبني بموجب الاتفاقية وإعطائه أثره في بلدان الأطراف الأخرى.

## الأهداف
تنص ديباجة الاتفاقية على ما يلي: "ويتم التبني الدولي وفقا للمصالح الفضلى للطفل ومع احترام حقوقه الأساسية ومنع اختطاف الأطفال أو بيعهم أو الاتجار بهم، وينبغي لكل دولة أن تتخذ، على سبيل الأولوية، التدابير المناسبة لتمكين الطفل من البقاء في رعاية أسرته الأصلية."
الأهداف الرئيسية للاتفاقية، موضحة في المادة 1:
- وضع الضمانات اللازمة لضمان أن تتم عمليات التبني بين البلدان بما يتماشى مع المصالح الفضلى للطفل ومع احترام حقوقه الأساسية كما هو معترف به في القانون الدولي،
- إنشاء نظام للتعاون بين الدول المتعاقدة لضمان احترام هذه الضمانات وبالتالي منع اختطاف الأطفال أو بيعهم أو الاتجار بهم،
- لضمان الاعتراف في الدول المتعاقدة بالتبني الذي تم وفقا للاتفاقية.

## تاريخ
تم تطوير هذه الاتفاقية من قبل مؤتمر لاهاي للقانون الدولي الخاص، وهي المنظمة البارزة في مجال القانون الدولي الخاص. تم إبرامها في 29 مايو 1993 ودخلت حيز التنفيذ في 1 مايو 1995. اعتبارًا من مارس 2019، تم التصديق على الاتفاقية من قبل 99 دولة. وقد وقعت عليها كوريا الجنوبية ونيبال وروسيا ولكنها لم تصادق عليها. البلدان التي لم تصادق على الاتفاقية لا تسمح بالتبني الأجنبي لأطفالها ولا بتبني الأطفال الأجانب.

## السياسات والإجراءات
السياسات والإجراءات المتعلقة بالتبني الدولي تعتمد بشكل أساسي على اتفاقية لاهاي للتبني، التي تعد الإطار القانوني المتعدد الأطراف الرئيسي لتنظيم هذا النوع من التبني. تشدد الاتفاقية على أهمية التنسيق والتعاون المباشر بين البلدان لضمان الالتزام بالضمانات اللازمة التي تحمي حقوق الأطفال والأطراف المعنية.
تشترط اتفاقية لاهاي إنشاء "سلطة مركزية" في كل دولة متعاقدة، لتكون الجهة الأساسية المسؤولة عن عمليات التبني. كما تفرض الاتفاقية إجراء سلسلة من التحقق والفحوصات لضمان أهلية الطفل للتبني وفق قوانين البلدين المعنيين. وتشدد على ضرورة بذل جهود مسبقة لتسهيل التبني المحلي قبل اللجوء إلى التبني الدولي، بالإضافة إلى ضمان أن تتم جميع الإجراءات من خلال وكالات تبني معتمدة فقط.
تحدد المادة الثالثة من الاتفاقية المسؤوليات التي يجب أن تضطلع بها السلطات المركزية للتبني في الدول المتعاقدة. تهدف هذه الإجراءات إلى توفير إطار حماية شامل ضد المخاطر المحتملة المرتبطة بالتبني الخاص، الذي قد يتضمن ترتيبات مباشرة بين الوالدين المتبنين والوالدين البيولوجيين أو مؤسسات الأطفال في بلد المنشأ، دون إشراف من مقدمي خدمات التبني المعتمدين.
لمساعدة الدول على تطبيق الاتفاقية بفعالية، أصدرت اللجنة العليا لتبني الأطفال دليلًا بعنوان دليل الممارسات الجيدة لعام 1993. يوفر هذا الدليل إرشادات عملية لتطبيق الاتفاقية، وضمان استخدامها وتفسيرها بما يتماشى مع الأهداف المنشودة.

## امتثال
امتثالاً للمعايير الدولية، تم إدخال العديد من التغييرات على التشريعات الوطنية لسن قوانين لتجريم فعل الحصول على مكاسب غير مشروعة من التبني الدولي.  ومع ذلك، لا تزال حالات الاتجار بالأطفال وبيعهم لغرض التبني مستمرة في العديد من أنحاء العالم. في السنة المالية 2006، ساعد مكتب شؤون الأطفال التابع لوزارة الخارجية في إعادة 260 طفلاً إلى الولايات المتحدة كانوا قد اختطفوا أو احتجزوا بشكل غير قانوني من بلدان أخرى، كما أعيد 171 طفلاً من بلدان شريكة في الاتفاقية مع الولايات المتحدة. [هذه الإحصائية، على الرغم من دقتها وإثارة اهتمامها، تشير إلى إعادة الأطفال المحتجزين بشكل غير قانوني بموجب اتفاقية لاهاي لعام 1980 (بشأن الاختطاف) ولا علاقة لها باتفاقية لاهاي لعام 1993 (بشأن التبني)] وخاصة أثناء حالات الطوارئ أو الكوارث الطبيعية أو النزاعات، يُلاحظ تبني الأطفال دون اتباع إجراءات قانونية صارمة، مع وجود خطر حدوث حالات من الاتجار بالأطفال. وقد لوحظ أن البيروقراطية المفرطة في عملية التبني بعد تنفيذ اتفاقية لاهاي للتبني قد أدت إلى إنشاء حواجز إضافية محتملة أمام وضع الأطفال في أماكن إقامتهم.